# Représentation des Afro-Américains à Hollywood

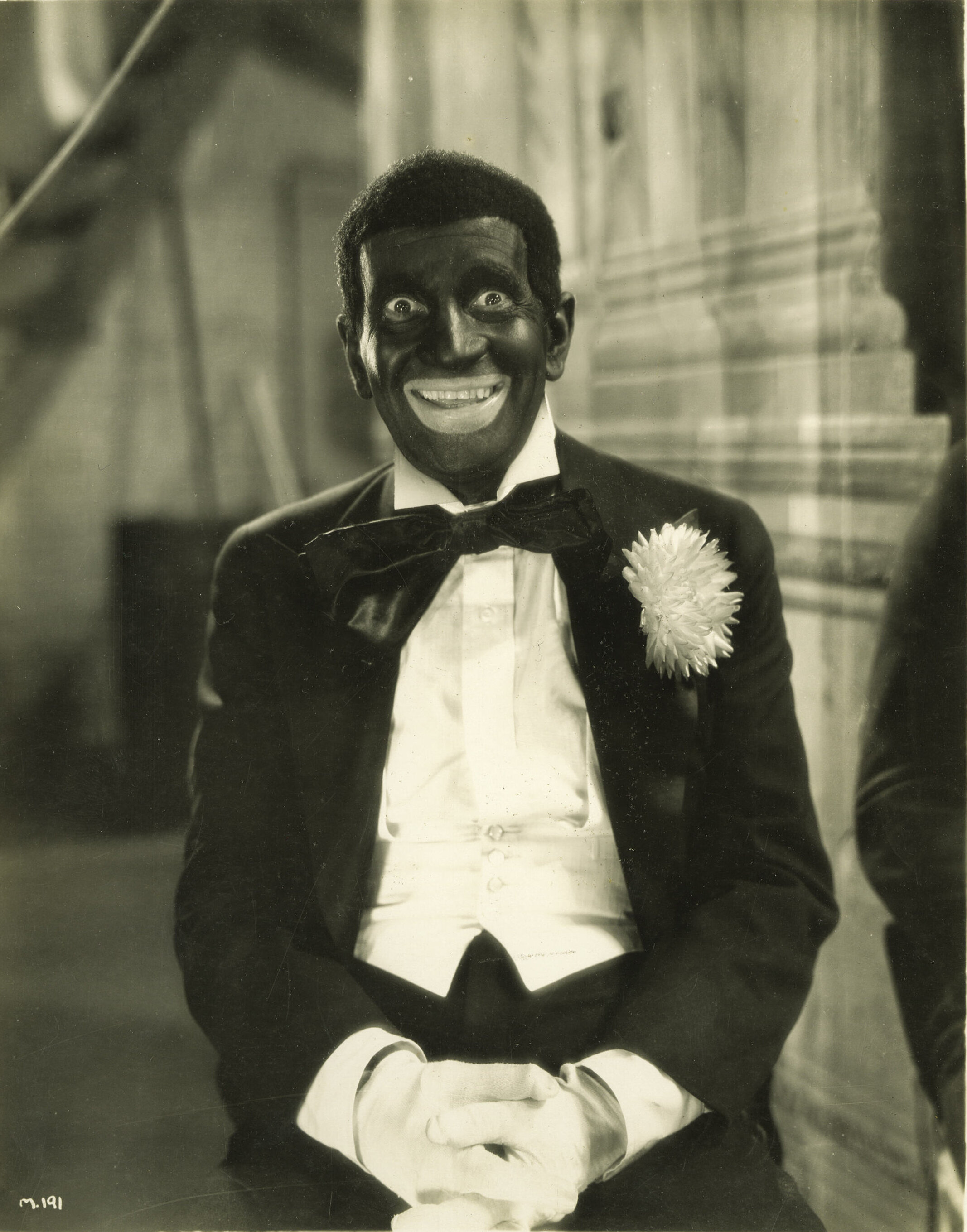
Al Jolson en blackface dans Mammy (1930).

Au début du XXe siècle, il est commun de faire interpréter des personnages noirs par des acteurs blancs. C’est le cas notamment dans Uncle Tom’s Cabin, sorti en 1903 et réalisé par Edwin S. Porter.
En 1915, D. W. Griffith sort le classique Naissance d'une nation, où il vante les mérites du Ku Klux Klan, tout en dressant un portrait caricatural et déshonorant des Afro-Américains. 
La société de production Lincoln Motion Picture Company produit plusieurs films destinés aux afro-américains entre 1916 et 1921, dont By Right of Birth (en) en réponse à Naissance d'une nation.
En 1919, Oscar Micheaux est le premier Afro-américain à écrire, réaliser et produire un film (The Homesteader) à Hollywood. 
En 1940, Hattie McDaniel obtient un Oscar pour son rôle dans Autant en emporte le vent. Jamais un acteur noir n’avait emporté la statuette avant elle ; cependant, l’actrice est encore cantonnée aux rôles de mammy (type de femme de chambre noire).
D’autres comédiens noirs connaissent à l’époque une certaine notoriété. C’est le cas de Sidney Poitier, acteur très populaire, à qui l’on a cependant reproché de jouer des rôles trop « blancs », comme dans Devine qui vient dîner... de Stanley Kramer. Jusque-là, les rôles des Noirs au cinéma sont donc considérés soit comme dévalorisants, soit comme hypocrites.
Dans les années 1970, la communauté afro-américaine demande un cinéma à son image, fait par les noirs pour les noirs. C’est alors qu’apparaît le mouvement de la Blaxploitation. De celui-ci découle de nombreux longs-métrages, qui, s’ils mettent en avant la culture noire américaine, participent également à la perpétuation de nombreux stéréotypes.
C’est avec Spike Lee que le cinéma afro-américain de revendication voit le jour. Souvent au centre de la polémique, les films du réalisateur offrent pour la première fois « une sensibilité de noir ».
À partir des années 1990, de plus en plus de personnalités noires parviennent à obtenir le statut de stars et d’acteurs influents. C’est le cas de Will Smith, Denzel Washington, Morgan Freeman, Halle Berry… 
Avec les tensions d’où provient le mouvement Black Lives Matter, le médium cinématographique apparaît comme le support idéal pour dénoncer les injustices infligées à la communauté afro-américaine. Le réalisateur Ryan Coogler sort en 2013 le long-métrage Fruitvale Station, qui met en scène le meurtre par un policier de l’Afro-Américain Oscar Grant.